# آن راسموسن
آن راسموسن (بالإنجليزية: Anne Rasmussen)‏  معلمة أمريكية وعالمة lمتخصصة في علم موسيقى الشعوب. ولدت في عام 1959. تركز الكثير من أبحاثها على الموسيقى العربية في الولايات المتحدة والطقوس والأداء الإسلامي.  كانت مديرة فرقة ويليام وماري للموسيقى في الشرق الأوسط منذ عام 1994. 